# Courtney
Courtney  è un nome proprio di persona inglese maschile e femminile.

## Varianti
- Corteney[2], Cortnay[2], Cortney[1][2], Cortnie[2], Courteney[2], Courtnay , Courtnee, Kortney[1][2], Kourtney[1][2]

## Origine e diffusione
Riprende il cognome inglese Courtney, la cui origine è dibattuta. Potrebbe avere origine toponomastica, derivando da Courtenay, a sua volta derivante dal nome Curtenus, basato sul latino curtus, "corto"; in tal caso avrebbe il significato di "[proveniente] dalla dimora del [l'uomo] basso". Un'ipotesi alternativa fa risalire il nome ad un soprannome normanno, il cui significato sarebbe "naso corto".
Come nome maschile, Courtney è attestato almeno dal XVII secolo: nel 1672 il Parlamento d'Inghilterra annoverava tra i suoi membri un Sir Courtney Poole.
Il suo uso al femminile, invece, si diffuse negli Stati Uniti d'America alla fine degli anni 1950, grazie al romanzo Cioccolata a colazione di Pamela Moore, che vedeva come protagonista una ragazza di nome Courtney Farrel. La prima edizione del libro risale al 1956, ma fu dopo la pubblicazione in paperback nel 1958 che il nome divenne popolare per le bambine.
Nei decenni successivi ebbe crescente diffusione, fino a raggiungere il picco nella prima metà degli anni 1990, quando, per alcuni anni, fu uno dei primi venti nomi dati alle neonate negli Stati Uniti d'America.
Dalla seconda metà degli anni 1990 la popolarità del nome tra le bambine statunitensi è andata progressivamente scemando: è uscito dai primi cento nomi più diffusi nel 2003, dai primi duecento nel 2007 e dai primi trecento nel 2009.

## Onomastico
Il nome non è portato da alcun santo, quindi è adespota; l'onomastico si festeggia il 1º novembre, in occasione della festa di Ognissanti.

## Persone

### Maschile

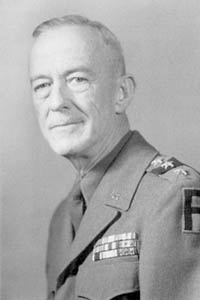
Courtney Hodges

- Courtney Alexander, cestista statunitense
- Courtney Brown, giocatore di football americano statunitense
- Courtney Eldridge, cestista statunitense
- Courtney Fields, cestista statunitense
- Courtney Fortson, cestista statunitense
- Courtney Gains, attore statunitense
- Courtney Hodges, generale statunitense
- Courtney Lawes, rugbista a 15 britannico
- Courtney Lee, cestista statunitense
- Courtney Rumbolt, bobbista britannico
- Courtney Sims, cestista statunitense
- Courtney Solomon, regista e produttore cinematografico canadese
- Courtney Upshaw, giocatore di football americano statunitense
- Courtney B. Vance, attore statunitense

### Femminile

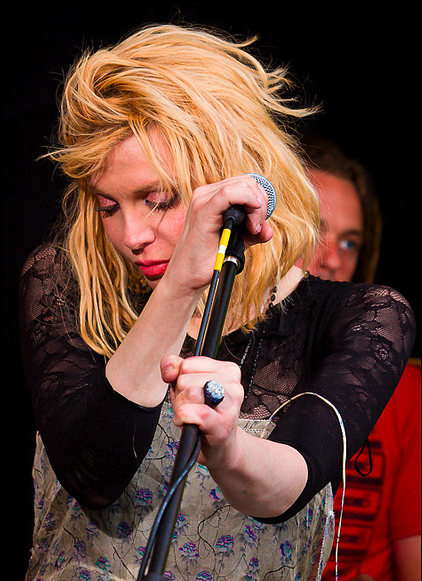
Courtney Love

- Courtney Ford, attrice statunitense
- Courtney Gibbs, modella statunitense
- Courtney Hunt, sceneggiatrice e regista statunitense
- Courtney Hurley, schermitrice statunitense
- Courtney Jines, attrice statunitense
- Courtney Kupets, ginnasta statunitense
- Courtney Love, cantante e attrice statunitense
- Courtney Paris, cestista statunitense
- Courtney Shealy, nuotatrice statunitense
- Courtney Thompson, pallavolista statunitense
- Courtney Thorne-Smith, attrice statunitense
- Courtney Vandersloot, cestista statunitense naturalizzata ungherese

### Varianti femminili

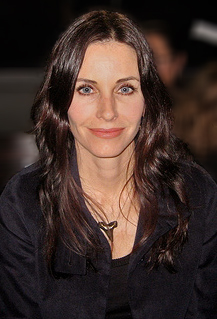
Courteney Cox

- Courteney Cox, attrice statunitense
- Courtnee Draper, attrice statunitense
- Kourtney Kardashian, attrice, imprenditrice, stilista e modella statunitense
- Courtnay Pilypaitis, cestista e allenatrice di pallacanestro canadese
- Courtenay Taylor, attrice statunitense

## Il nome nelle arti
- Courtney è un personaggio della serie animata A tutto reality.
- Courtney Farrel è la protagonista del romanzo Cioccolata a colazione di Pamela Moore.
- Courtney Whitmore è un personaggio dei fumetti DC Comics.
- Courtney è un personaggio del cartone animato Barbie e le 12 principesse danzanti